# Félix Tiemtarboum
Félix Tiemtarboum (* 20. November 1935 in Donsin, Elfenbeinküste, heute Burkina Faso; † 9. Juni 2013 in Paris) war ein Militär, Politiker und Sportfunktionär aus dem westafrikanischen Staat Burkina Faso.
Nach einem Studium der Mathematik, Physik und Chemie in Paris absolvierte er eine militärische Laufbahn in den Streitkräften Obervoltas, dem heutigen Burkina Faso. Er erlangte den Rang eines Obersts (Colonel). Von 1971 bis 1976 war er Minister für Jugend und Sport, von 1980 bis 1982 Außenminister unter Präsident Saye Zerbo. Nach dessen Sturz wurde er Fußballfunktionär, Präsident des nationalen Verbandes Fédération Burkinabè de Football und des Vereins US Ouagadougou.

## Belege
1. ↑   Sport: Décès du colonel Félix Tiemtarboum (Memento des Originals vom 19. Januar 2016 im Internet Archive)  Info: Der Archivlink wurde automatisch eingesetzt und noch nicht geprüft. Bitte prüfe Original- und Archivlink gemäß Anleitung und entferne dann diesen Hinweis., abgerufen am 19. Januar 2016

| Personendaten    | Personendaten                                         |
| ---------------- | ----------------------------------------------------- |
| NAME             | Tiemtarboum, Félix                                    |
| ALTERNATIVNAMEN  | Tientarboum, Tientaraboum                             |
| KURZBESCHREIBUNG | burkinischer Militär, Politiker und Fußballfunktionär |
| GEBURTSDATUM     | 20. November 1935                                     |
| GEBURTSORT       | Donsin, Elfenbeinküste                                |
| STERBEDATUM      | 9. Juni 2013                                          |
| STERBEORT        | Paris                                                 |